# Jean-Paul Savignac
Pour les articles homonymes, voir Savignac.
Jean-Paul Savignac, né le 30 août 1939, est un écrivain et traducteur français.

## Biographie
Études secondaires au Lycée Buffon, à Paris. Études supérieures à la Sorbonne. Professeur de lettres classiques, il a traduit du grec et du latin et écrit plusieurs ouvrages sur le gaulois. Il est aussi l'auteur d'un recueil de poèmes dans cette langue, Le Chant de l'initié,.
Il est officier des Palmes académiques, membre de la Société de Mythologie Française, de l'Association des Amis de Jean Giono et du PEN Club français. Il écrit dans diverses revues littéraires, participe à des émissions de radio et de télévision et donne de nombreuses conférences.

## Ouvrages
- Pindare (trad. du grec ancien par Jean-Paul Savignac), Œuvres complètes, Paris, Éditions de la Différence, 1990, 638 p. (ISBN 2-7291-0565-4), rééd. 2004, 665 p.  (ISBN 2-7291-1512-9) ; rééd. Paris, Les Belles Lettres, coll. "Classiques Favoris", 564 p., 2023  (ISBN 978-2251454368)
- Merde à César : les Gaulois, leurs écrits retrouvés, rassemblés, traduits et commentés, Paris, Éditions de la Différence, coll. « Essais » (no 15), 2000, 2e éd. (1re éd. 1994), 188 p. (ISBN 2-7291-1323-1)
- Le chant de l'initié : et autres poèmes gaulois, Paris, Éditions de la Différence, coll. « Littérature », 2000, 94 p. (ISBN 2-7291-1322-3)
- Les Oracles de Delphes  (trad. du grec ancien), Paris, La Différence, coll. « Les essais » (no 22), 2002, 215 p. (ISBN 2-7291-1386-X)
- Eschyle (trad. du grec ancien par Jean-Paul Savignac), Prométhée enchaîné, Paris, Belin, coll. « L'Extrême contemporain », 2000, 74 p. (ISBN 2-7011-2752-1)
- Dictionnaire français-gaulois, Paris, Éditions de la Différence, 2014, 2e éd. (1re éd. 2004), 335 p. (ISBN 978-2-7291-1529-6 et 2-7291-1529-3)
- Sophocle Œdipe roi (trad. Jean-Paul Savignac), coll. Minos, 2006  (ISBN 2-7291-1615-X)
- Le mythe antique : pourpre et ors, Paris, Éditions de la Différence, coll. « Les essais » (no 62), 2008, 300 p. (ISBN 978-2-7291-1752-8)
- Bellina la guerrière et l'oracle de Lutèce : roman, Paris, Fayard, 2009, 534 p. (ISBN 978-2-213-63868-3)
- Alésia, Paris, Éditions de la Différence, coll. « Mythologie des lieux », 2012, 186 p. (ISBN 978-2-7291-1971-3)
- Le Temps dans Le Chant du Monde de Jean Giono Le lichen et le scarabée L'Harmattan, 2013  (ISBN 978-2-343-01513-2)
- LOUGOUS Longue-Main, Paris, La Différence, coll. La Saga des Hommes-Dieux, 2013  (ISBN 978-2-7291-2009-2)
- ARGANTOROTA Grand-Reine, La Différence, coll. La Saga des Hommes-Dieux, 2014  (ISBN 978-2-7291-2076-4)
- CERNOUNNOS Torque-d'Or, La Différence, coll. La Saga des Hommes-Dieux, 2017  (ISBN 978-2-7291-2323-9)
- BOUDICCA  (paroles en gaulois) in HUMAN KELT, Alan Stivell, World Village [PIAS], KELTIA III, 2018.
- Le bonheur d'être gaulois, Paris, Imago, 2020  (ISBN 978-2-38089-013-6)
- Dictionnaire de gaulois illustré, Paris, Larousse, 2021  (ISBN 978-2-03-598817-1)
- Pindare Oeuvres complètes, Paris, Les Belles Lettres, collection Les classiques favoris, 2023,  (ISBN 978-2-251-45436-8)